# Djurgårdens IF
Djurgårdens IF je švedski hokejski klub iz Stockholma, ki je bil ustanovljen leta 1922. S šestnajstimi naslovi švedskega državnega prvaka je najuspešnejši švedski klub.

## Lovorike
- Švedska liga: 16 (1925/26, 1949/50, 1953/54, 1954/55, 1957/58, 1958/59, 1959/60, 1960/61, 1961/62, 1962/63, 1982/83, 1988/89, 1989/90, 1990/91, 1999/00, 2000/01)

- Pokal evropskih prvakov: 2 (1990/91, 1991/92)

## Kapetani in trenerji
Kapetani
| - Leif Svensson, 1975–1976 - Stig Larsson, 1976–1979 - Mats Waltin, 1979–1982 - Håkan Eriksson, 1982–1984 - Håkan Södergren, 1984–1986 - Karl-Erik Lilja, 1986–1988 - Thomas Eriksson, 1988–1993 - Charles Berglund, 1993–1995 - Jens Öhling, 1995–1996 | - Patric Kjellberg, 1996–1998 - Nichlas Falk, 1998–1999 - Charles Berglund, 1999–2001 - Nichlas Falk, 2001–2003 - Mikael Johansson, 2003–2005 - Kristofer Ottosson, 2005 - Jimmie Ölvestad, 2005–2009 - Marcus Ragnarsson, 2009–danes |

Trenerji
| - Hans Mild, 1975–1978 - Eilert Määttä, 1978–1979 - Bert-Ola Nordlander, 1979–1981 - Leif Boork, 1981–1984 - Gunnar Svensson, 1984–1986 - Lars-Fredrik Nyström, 1986 - Leif Boork, 1986–1987 - Ingvar Carlsson, 1987–1988 - Tommy Boustedt, 1988–1990 - Lasse Falk, 1990–1994 - Tommy Boustedt, 1994–1996 | - Stephan Lundh, 1996–1997 - Niklas Wikegård, 1997–1998 - Mats Waltin, Hardy Nilsson, 1998–2001 - Kent Johansson, 2001–2002 - Niklas Wikegård, 2002–2005 - Hans Särkijärvi, 2005–2008 - Mikael Johansson, Tomas Montén, 2008–2009 - Hardy Nilsson, 2009–danes |

## Upokojene številke
- 2 - Roland Stoltz
- 5 - Sven Tumba
- 11 - Jens Öhling
- 12 - Lasse Björn
- 22 - Håkan Södergren
- 25 - Mikael Johansson
- 27 - Thomas Eriksson